# Louis Béchereau
Louis Béchereau, (✰ Plou, 25 de julho de 1880; ✝ Paris, 18 de março de 1970) foi um pioneiro da aviação francesa que se destacou como projetista de aviões de sucesso em sua época.

## Histórico
Louis Béchereau cursou a École Nationale Professionnelle em Vierzon, entre 1896 e 1901. Em 1903 um sobrinho de Clément Ader em Levallois criou a Société de Construction d'Appareils Aériens. Em 1909, um cliente da firma, Armand Deperdussin, encomendou a construção de um avião a ser exibido nas vitrines da loja Bon Marché em Paris. Em 1910, Deperdussin fundou a Société de Production des Aéroplanes Deperdussin (SPAD) e contratou Béchereau como diretor técnico.
Béchereau foi o criador do conceito de fuselagens monocoque, que permitiram atingir níveis de performance impensáveis para a época, permitindo que a empresa Deperdussin ganhasse muito prêmios, incluindo o famoso Gordon Bennett Aviation Trophy em 1912 com Jules Védrines nos controles. Louis Blériot comprou o controle da SPAD em 1914 e alterou deu nome para Société Pour l'Aviation et ses Dérivés, mantendo a sigla SPAD. Béchereau permaneceu como projetista chefe e desenvolveu vários modelos, inclusive o famoso SPAD S.XIII.
Durante a Primeira Guerra Mundial, Louis Béchereau recebeu inúmeros elogios em relação ao seu trabalho no SPAD S.VII, principalmente do ás da aviação Georges Guynemer, que lhe atribuiu o "título" de « l’as des constructeurs », algo como "às dos construtores". Foi o mesmo Guynemer que mais tarde concedeu à Béchereau a medalha de Cavaleiro da Legião de Honra em 12 Julho de 1917.
Béchereau deixou a SPAD em 1927 para criar a Société des Avions Bernard, juntamente com Adolphe Bernard fundador da empresa original e Marc Birkigt (da Hispano-Suiza). Devido aos nomes de seus fundadores: Béchereau, Bernard e Birkigt, a empresa ficou conhecida também como Société des trois B. Ele também colaborou com a empresa Salmson, e em 1931, se associou ao construtor de carruagens Georges Kellner para criar a companhia Kellner-Béchereau. Às vésperas da Segunda Guerra Mundial, ele concebeu um monoplano, o K.B.E 60, para a Marinha Francesa; o seu desenvolvimento no entanto, foi frustrado devido aos eventos que se seguiram. A fábrica foi destruída por um bombardeio em 1942 e a Kellner-Béchereau foi então fundida com a Morane-Saulnier. Béchereau permaneceu como diretor até a sua aposentadoria em 1950.